# Melchor Sánchez de Toca Alameda
Melchor Sánchez de Toca Alameda (ur. 15 września 1966 w Jaca) – hiszpański duchowny katolicki, od 2004 roku podsekretarz Papieskiej Rady ds. Kultury.

## Życiorys
19 grudnia 1993 otrzymał święcenia kapłańskie i został inkardynowany do archidiecezji Toledo. 
14 kwietnia 2004 został mianowany przez Jana Pawła II podsekretarzem Papieskiej Rady ds. Kultury.